# Muzeum Sztuk Pięknych w Lipsku
Muzeum Sztuk Pięknych w Lipsku (niem. Museum der bildenden Künste) – muzeum sztuki w Lipsku, w Niemczech.

## Historia
Podwaliny pod Muzeum Sztuki w Lipsku położyli XIX-wieczni entuzjaści sztuki: Maximilian Speck von Sternburg i Marion Bühler-Brockhaus. Oboje posiadali bogate zbiory malarstwa francuskiego. Do tego grona należał również współczesny kolekcjoner Harald Falckenberg. Dzięki ich zaangażowaniu, jak i wielu innych kupców, sprzedawców i bankierów skupionych wokół lipskiego Stowarzyszenia Sztuki, 10 grudnia 1848 roku powstało Muzeum Miejskie, w późniejszym okresie przemianowane na Muzeum Sztuki Pięknej.
W pierwszych dniach muzeum posiadało zaledwie ok. sto dzieł malarstwa XIX-wiecznego. Z czasem za sprawą darczyńców, m.in. dzięki Maximilianowi von Sternburg Speck, Alfredowi Thieme i Adolfowi Schletterowi, kolekcja szybko rozrastała się. W 1858 roku otwarto nową siedzibę muzeum przy Augustusplatz, zaprojektowaną przez Ludwiga Langego w stylu włoskiego renesansu. Do muzeum trafiały kolejne prywatne kolekcje, m.in. Hugo Lichta i Fritza von Harcka.

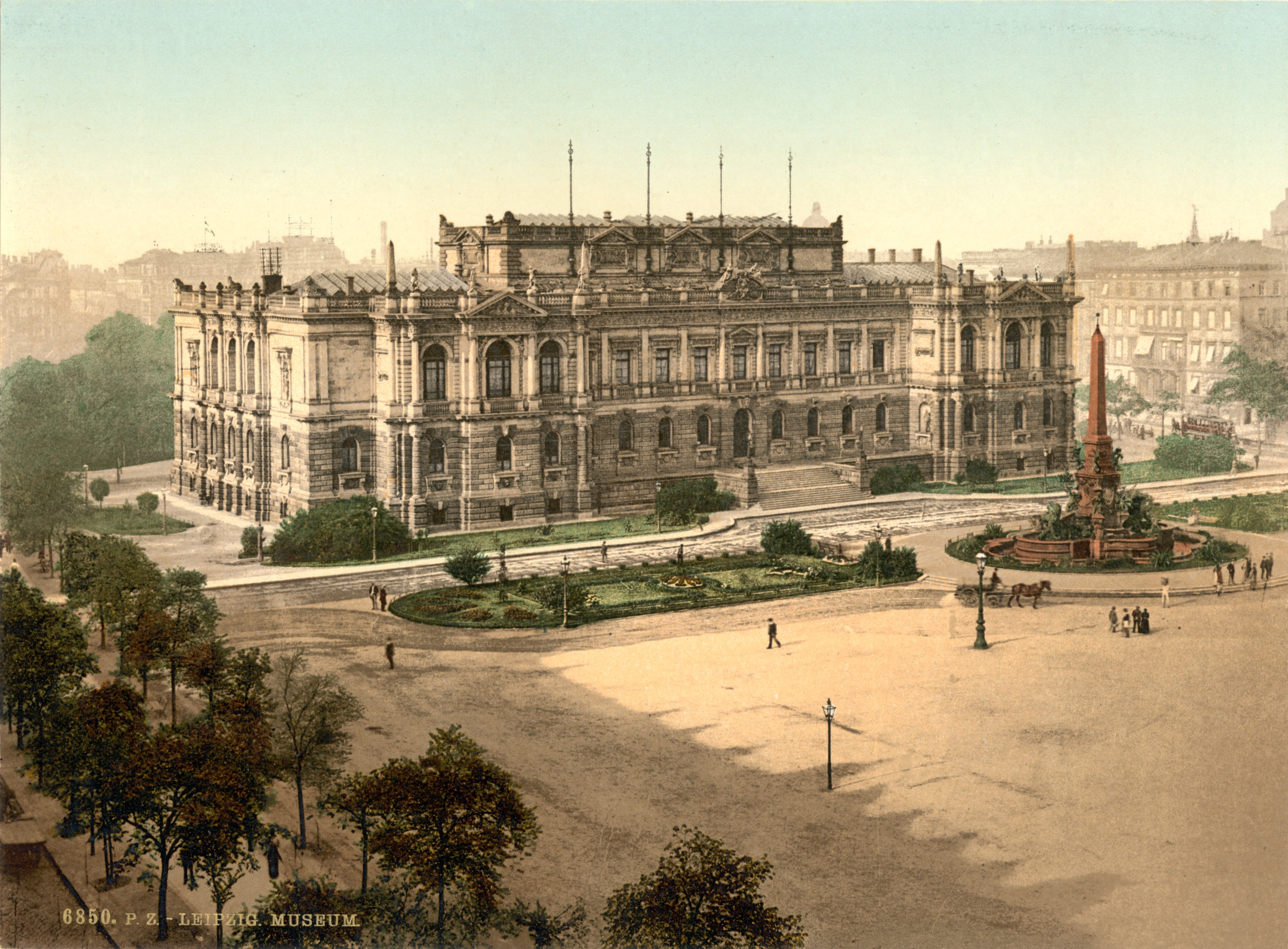
Dawny budynek Muzeum Sztuki przy Augustusplatz (ok. 1890–1900)

W 1937 roku naziści na fali propagandowej kampanii przeciw sztuce wynaturzonej, skonfiskowali 394 obrazy i druki, głównie ekspresjonistów. W nocy z dnia 4 grudnia 1943 roku, budynek został zniszczony podczas alianckiego bombardowania. Mimo to znaczna część zbiorów, która została wcześniej wyniesiona, ocalała. Po wojnie zbiory muzealne trafiały do różnych instytucji m.in. swoją wystawę miały w gmachu Federalnego Sądu Administracyjnego. W 2004 roku kolekcja powróciła na Sachsenplatz, do nowoczesnego budynku w kształcie sześcianu.

## Kolekcja
Obecna kolekcja Muzeum Sztuk Pięknych w Lipsku obejmuje około 3500 obrazów, tysiąc rzeźb i 60 000 grafik z okresu od późnego średniowiecza do współczesności, skupiając się na niemieckiej i niderlandzkiej sztuce XV i XVI wieku, sztuce holenderskiej z XVII wieku, sztuce francuskiej z XIX wieku i sztuce niemieckiej obejmującej okres od XVIII do XX wieku.
Ważnymi elementami kolekcji są dzieła holenderskich i niemieckich starych mistrzów (Halsa i Crancha, Rubensa, Tintoretta), romantyków (Friedericha) i przedstawicieli szkoły malarskiej w Düsseldorfie (Achenbacha). Oddzielne piętro zostało przeznaczone na wyeksponowanie kolekcji prac Maxa Klingera i Maxa Beckmanna.